# Kamianka (oblast de Zaporijjia)
Kamenka
Pour les articles homonymes, voir Kamianka et Kamenka (homonymie).
Kamianka (ukrainien : Кам'янка) ou Kamenka (russe : Каменка) est une commune urbaine de l'oblast de Zaporijjia, en Ukraine. Elle compte 6 507 habitants en 2021. Jusqu'en 2016, la commune se nommait Kouïbycheve. Les autorités locales la renomment Bilmak (Більмак en ukrainien) en 2016 et Kamianka en 2021.

## Histoire
Le village est fondé en 1782 sous le nom de Kamenka, puis au début du xixe siècle il est nommé Tsarekonstantinovka et fait partie de l'ouïezd d'Alexandrovsk du gouvernement d'Ekaterinoslav. En 1903, le village comptait 7 710 habitants dans 1 100 foyers, une école, trois marchés, un bazar hebdomadaire, un bureau de poste, dix ateliers ou boutiques artisanales. En avril 1935, il est renommé en Kouïbycheve en hommage à Valerian Kouïbychev. Le village est occupé par l'armée allemande de 1941 à 1943. En 1952, il y avait une usine de pierre concassée, un complexe industriel avec production de briques et de tuiles, un moulin, une huilerie, une école secondaire, sept écoles septennales et primaires et deux bibliothèques. Il reçoit le statut de commune urbaine en 1957.
Au début de 1973, il y avait l'usine Elektropribor, une usine de beurre et de fromage, une briqueterie, un musée d'histoire locale et plusieurs autres entreprises et organisations. En 1989, Kouïbychevo comptait 8 856 habitants.
Les usines sont privatisées en 1995,. En 2013, il y avait 7 321 habitants. En 2016, la loi de décommunisation renomme la commune en Bilmak,,. Enfin en 2021, elle reçoit son nom actuel, le nom de Bilmak ayant été choisi contre la volonté de la population locale. Dès mars 2022, elle est administrée par les forces russes au cours de l'invasion de l'Ukraine.